# Telekom Slovenije
Telekom Slovenije — словенская телекоммуникационная компания, крупнейший оператор сотовой связи в стране. Основана в 1995 году.

## Деятельность
Занимается как фиксированной, так и мобильной связью, предоставляет услуги высокоскоростного доступа в интернет.

## Собственники и руководство
37,47 % акций компании принадлежат инвестиционным фондам, юридическим и физическим лицам, а также торгуются на Люблянской фондовой бирже, остальные 62,53 % — у государства. Имеет дочерние компании в Северной Македонии, Косове и в Сербской республике.
Выручка Telekom Slovenije в 2006 году составила $1,3 млрд, чистая прибыль — $141 млн.